# Équipe du Pérou de football à la Coupe du monde 1982
L'équipe nationale du Pérou participe à la Coupe du monde de 1982 organisée en Espagne du 13 juin au 11 juillet 1982. Pour sa quatrième participation à la compétition, le Pérou ne réussit pas à se qualifier pour le second tour. Pourtant encore en lice (pour la qualification) à la veille du troisième match, sa défaite contre la Pologne est rédhibitoire.

## Éliminatoires
Placée dans le Groupe 2 de la CONMEBOL, la sélection du Pérou termine invaincue les éliminatoires et se qualifie pour la douzième coupe du monde.
| Classement final |          |     |   |   |   |   |    |    |      |
|                  | Équipe   | Pts | J | G | N | P | BP | BC | Diff |
| 1                | Pérou    | 6   | 4 | 2 | 2 | 0 | 5  | 2  | +3   |
| 2                | Uruguay  | 4   | 4 | 1 | 2 | 1 | 5  | 5  | 0    |
| 3                | Colombie | 2   | 4 | 0 | 2 | 2 | 4  | 7  | -3   |

| 26 juillet 1981   | Colombie | 1 | 1 | Pérou    |
| 9 août 1981       | Uruguay  | 3 | 1 | Colombie |
| 16 août 1981      | Pérou    | 2 | 0 | Colombie |
| 23 août 1981      | Uruguay  | 1 | 2 | Pérou    |
| 6 septembre 1981  | Pérou    | 0 | 0 | Uruguay  |
| 13 septembre 1981 | Colombie | 1 | 1 | Uruguay  |

| 26 juillet 1981 | Colombie    | 1 - 1   | Pérou       | El Campín, Bogota                                  |                                                    |
|                 | Herrera 64e | (0 - 0) | La Rosa 86e | Spectateurs : 20 000 Arbitrage : Arturo Ithurralde | Spectateurs : 20 000 Arbitrage : Arturo Ithurralde |

| 16 août 1981 | Pérou                            | 2 - 0   | Colombie | Estadio Nacional, Lima                             |                                                    |
|              | Barbadillo 5e · Uribe 72e (pen.) | (1 - 0) |          | Spectateurs : 43 942 Arbitrage : Vicente Llobregat | Spectateurs : 43 942 Arbitrage : Vicente Llobregat |

| 23 août 1981 | Uruguay       | 1 - 2   | Pérou                   | Estadio Centenario, Montevideo                         |                                                        |
|              | Victorino 67e | (0 - 2) | La Rosa 39e · Uribe 47e | Spectateurs : 67 938 Arbitrage : Juan Silvagno Cavanna | Spectateurs : 67 938 Arbitrage : Juan Silvagno Cavanna |

| 6 septembre 1981                                                                                                  | Pérou   | 0 - 0 | Uruguay | Estadio Nacional, Lima                                |                                                       |
| |         | (0 - 0) |         | Spectateurs : 44 325 Arbitrage : Arnaldo Cézar Coelho | Spectateurs : 44 325 Arbitrage : Arnaldo Cézar Coelho |
| Quiroga - Duarte, Díaz, Chumpitaz, Rojas - Velásquez, Cueto, Barbadillo - La Rosa, Uribe, Oblitas ( 77e Olaechea) | Équipes | Rodríguez - Moreira, 77e De León, Blanco, Martínez - De la Peña, Barrios ( 73e Morales), Paz - Bueno, Victorino, Agresta ( 71e Krasouski) |         | Spectateurs : 44 325 Arbitrage : Arnaldo Cézar Coelho | Spectateurs : 44 325 Arbitrage : Arnaldo Cézar Coelho |

Le 6 septembre 1981, un nul suffit au Pérou dans l'Estadio Nacional de Lima pour devenir la quatrième équipe de l'Amérique du Sud à se qualifier pour le Mondial. C'est une issue surprenante car des trois sélections composant le groupe 2, l'Uruguay était clairement la favorite avec ses deux titres mondiaux et surtout avec sa victoire au Mundialito, un an auparavant. Le faux-pas des Charrúas a lieu lors du match aller à l'Estadio Centenario de Montevideo, où les Péruviens s'imposent, les plaçant en tête du groupe. Et malgré la prévision astrologique du journal El Diario (es), voyant la victoire de l'Uruguay, la sélection péruvienne obtient le nul.
Logiquement, la partie n'est pas belle. Un 0-0 permet aux Péruviens de se qualifier et ce même score autorise leur adversaire uruguayen à avoir l'espoir de subtiliser la qualification à leurs hôtes, par un simple but marqué. C'est pourquoi leur entraîneur Roque Máspoli a établi une tactique basée sur la contre-attaque, avec une défense bien regroupée à l'arrière et s'appuyant sur la vitesse de ses attaquants pour marquer en contre. Pour cela, l'équipe du Pérou ne doit pas marquer. Grâce à deux, trois parades décisives du portier uruguayen Rodolfo Rodríguez, l'objectif est atteint. Le match est confus, dénué de spectacle, brutal, haché par de nombreuses fautes. Mais peu importe aux spectateurs et téléspectateurs péruviens, le nul qualifie la sélection nationale pour l'Espagne. Le président de la République Fernando Belaúnde Terry, le premier ministre Manuel Ulloa et bon nombre de ministres sont présents au stade, applaudissant à la qualification comme de simples supporters. Le seul bémol, dans la liesse populaire qui embrase au coup de sifflet final les rues de la capitale, est la décision d'Héctor Chumpitaz de se retirer de la sélection, après avoir réalisé son objectif, qualifier son pays pour la prochaine coupe du monde.

## Matchs de préparation
La sélection péruvienne dispute la bagatelle de dix-sept matchs en onze semaines.
| 23 mars 1982 | Chili            | 2 - 1 | Pérou        | Santiago |  |
|              | Letelier · Neira |       | Figueroa csc |          |  |
|              | Rapport          |       |              |          |  |

| 30 mars 1982 | Pérou   | 1 - 0   | Chili | Lima                                          |                                               |
|              | Navarro | (1 - 0) |       | Spectateurs : 40 000 Arbitrage : Víctor Ojeda | Spectateurs : 40 000 Arbitrage : Víctor Ojeda |
|              | Rapport |         |       | Spectateurs : 40 000 Arbitrage : Víctor Ojeda | Spectateurs : 40 000 Arbitrage : Víctor Ojeda |

| 4 avril 1982 | Cosmos de New York                            | 5 - 1   | Pérou            | Giants Stadium, New York                             |                                                      |
|              | Romero 22e 59e · Chinaglia 33e 45+1e · Moyers | (3 - 1) | Uribe 27e (pen.) | Spectateurs : 37 408 Arbitrage : Angelo Bratsis (nl) | Spectateurs : 37 408 Arbitrage : Angelo Bratsis (nl) |
|              | Rapport                                       |         |                  | Spectateurs : 37 408 Arbitrage : Angelo Bratsis (nl) | Spectateurs : 37 408 Arbitrage : Angelo Bratsis (nl) |

| 7 avril 1982 | ACF Fiorentina | 0 - 1   | Pérou      | Stadio Comunale, Florence |                      |
|              |                | (0 - 0) | Leguía 58e | Spectateurs : 23 000      | Spectateurs : 23 000 |
|              | Rapport        |         |            | Spectateurs : 23 000      | Spectateurs : 23 000 |

| 14 avril 1982 | équipe mixte AC Milan - Inter Milan | 0 - 2 | Pérou                     | Milan                     |                           |
|               |                                     |       | Leguía 4e · Malásquez 44e | Arbitrage : Luigi Agnolin | Arbitrage : Luigi Agnolin |
|               | Rapport                             |       |                           | Arbitrage : Luigi Agnolin | Arbitrage : Luigi Agnolin |

| 18 avril 1982 | Hongrie     | 1 - 2   | Pérou         | Budapest |  |
|               | Szentes 1re | (1 - 0) | Uribe 54e 81e |          |  |
|               | Rapport     |         |               |          |  |

| 22 avril 1982 | Deportivo La Corogne | 1 - 1   | Pérou     | Stade de Riazor, La Corogne     |                                 |
|               | Peralta (es) 90e     | (0 - 1) | Uribe 21e | Arbitrage : Raúl García de Loza | Arbitrage : Raúl García de Loza |
|               | Rapport              |         |           | Arbitrage : Raúl García de Loza | Arbitrage : Raúl García de Loza |

| 25 avril 1982 | Algérie    | 1 - 1   | Pérou     | Stade du 5-Juillet-1962, Alger |                      |
|               | Madjer 89e | (0 - 1) | Cueto 35e | Spectateurs : 39 000           | Spectateurs : 39 000 |
|               | Rapport    |         |           | Spectateurs : 39 000           | Spectateurs : 39 000 |

| 28 avril 1982 | France  | 0 - 1 | Pérou       | Parc des Princes, Paris                      |                                              |
| |         | (0 - 0) | Oblitas 82e | Spectateurs : 46 429 Arbitrage : André Daina | Spectateurs : 46 429 Arbitrage : André Daina |
| | Rapport | |             | Spectateurs : 46 429 Arbitrage : André Daina | Spectateurs : 46 429 Arbitrage : André Daina |
| Baratelli - Amoros, Specht, Bathenay, Bossis - Platini, Larios ( 46e Tigana), Genghini - Couriol ( 80e Bravo), Rocheteau, Bellone ( 62e Zénier) | Équipes | Quiroga - Duarte, Olaechea, Díaz, Gutiérrez - 58e Velásquez, 83e Cueto, Leguía ( 68e Malásquez) - La Rosa, Uribe, Oblitas |             | Spectateurs : 46 429 Arbitrage : André Daina | Spectateurs : 46 429 Arbitrage : André Daina |

| 1er mai 1982 | RFC Seraing                      | 2 - 1   | Pérou         | Seraing |  |
|              | Claesen 15e · Olaechea 25e (csc) | (2 - 0) | Malásquez 61e |         |  |
|              | Rapport                          |         |               |         |  |

| 12 mai 1982 | Pérou | 0 - 0 | Grêmio Porto Alegre | Lima |  |
|             |       |       |                     |      |  |

| 16 mai 1982 | Pérou                            | 2 - 0 | Roumanie | Estadio Nacional, Lima |                      |
|             | Uribe 45e (pen.) · Velásquez 88e |       |          | Spectateurs : 39 632   | Spectateurs : 39 632 |
|             | Rapport                          |       |          | Spectateurs : 39 632   | Spectateurs : 39 632 |

| 20 mai 1982 | Pérou             | 2 - 1 | RWD Molenbeek | Lima |
|             | Uribe · Velásquez |       |               |      |

| 24 mai 1982 | Pérou | 1 - 0 | CNI Iquitos |  |  |
|             |       |       |             |  |  |

| 26 mai 1982 | Pérou                                             | 3 - 1   | Paris Saint-Germain | Estadio Nacional, Lima                        |                                               |
|             | Col 45+1e (csc) · Uribe 61e (pen.) · Cubillas 76e | (1 - 0) | Bathenay 64e        | Spectateurs : 29 855 Arbitrage : Edison Peréz | Spectateurs : 29 855 Arbitrage : Edison Peréz |
|             | Rapport                                           |         |                     | Spectateurs : 29 855 Arbitrage : Edison Peréz | Spectateurs : 29 855 Arbitrage : Edison Peréz |

## Effectif
L'équipe du Pérou pour le Mundial 82 est considérée par Tim, son entraîneur brésilien et par bon nombre de spéculations de la presse locale, comme la meilleure sélection de son histoire. Aux figures qui conservent leur place dans l'équipe, comme le gardien Quiroga, les milieux Cueto, Velásquez et surtout Teófilo Cubillas, qui se trouve à seulement quatre unités du record de nombre de buts marqués en Coupe du monde, détenu par Gerd Müller avec 14 réalisations, s'ajoutent de nouveaux talents comme le latéral Olaechea, l'ailier Barbadillo et plus particulièrement le milieu de terrain offensif, Uribe, une des valeurs sûres du football mondial, courtisée par les clubs anglais.
| Numéro / Nom       | Numéro / Nom                   | Club                     | Date de naissance | J.              | Buts            | Rouge           | J/R             | Jaune           |
| Gardiens de but    | Gardiens de but                | Gardiens de but          | Gardiens de but   | Gardiens de but | Gardiens de but | Gardiens de but | Gardiens de but | Gardiens de but |
| ------------------ | ------------------------------ | ------------------------ | ----------------- | --------------- | --------------- | --------------- | --------------- | --------------- |
| 21                 | Ramón Quiroga                  | Sporting Cristal         | 23 juillet 1950   | 3               | 0               | 0               | 0               | 0               |
| 1                  | Eusebio Acasuzo                | Universitario            | 8 avril 1952      | 0               | 0               | 0               | 0               | 0               |
| 12                 | José González Ganoza           | Alianza Lima             | 10 juillet 1954   | 0               | 0               | 0               | 0               | 0               |
| Défenseurs         |                                |                          |                   |                 |                 |                 |                 |                 |
| 2                  | Jaime Duarte                   | Alianza Lima             | 27 février 1955   | 3               | 0               | 0               | 0               | 1               |
| 3                  | Salvador Salguero              | Alianza Lima             | 10 août 1951      | 3               | 0               | 0               | 0               | 0               |
| 15                 | Rubén Toribio Díaz (capitaine) | Sporting Cristal         | 17 avril 1952     | 3               | 1               | 0               | 0               | 0               |
| 16                 | Jorge Olaechea                 | Alianza Lima             | 27 août 1956      | 3               | 0               | 0               | 0               | 1               |
| 4                  | Hugo Gastulo                   | Universitario            | 9 janvier 1958    | 0               | 0               | 0               | 0               | 0               |
| Milieux de terrain |                                |                          |                   |                 |                 |                 |                 |                 |
| 5                  | Germán Leguía                  | Universitario            | 2 janvier 1954    | 3               | 0               | 0               | 0               | 0               |
| 6                  | José Velásquez                 | Independiente Medellín   | 4 juin 1952       | 3               | 0               | 0               | 0               | 1               |
| 8                  | César Cueto                    | Atlético Nacional        | 16 juin 1952      | 3               | 0               | 0               | 0               | 0               |
| 10                 | Teófilo Cubillas               | Fort Lauderdale Strikers | 8 mars 1949       | 3               | 0               | 0               | 0               | 0               |
| 13                 | Óscar Arizaga                  | Atlético Chalaco         | 20 août 1957      | 0               | 0               | 0               | 0               | 0               |
| 14                 | Miguel Gutiérrez               | Sporting Cristal         | 19 novembre 1956  | 0               | 0               | 0               | 0               | 0               |
| 18                 | Eduardo Malásquez              | Deportivo Municipal      | 13 octobre 1957   | 0               | 0               | 0               | 0               | 0               |
| 22                 | Luis Reyna                     | Sporting Cristal         | 16 mai 1959       | 0               | 0               | 0               | 0               | 0               |
| Attaquants         |                                |                          |                   |                 |                 |                 |                 |                 |
| 7                  | Gerónimo Barbadillo            | Tigres UANL              | 24 septembre 1954 | 3               | 0               | 0               | 0               | 0               |
| 9                  | Julio César Uribe              | Sporting Cristal         | 9 mai 1958        | 3               | 0               | 0               | 0               | 0               |
| 11                 | Juan Carlos Oblitas            | FC Seraing               | 16 février 1951   | 3               | 0               | 0               | 0               | 0               |
| 19                 | Guillermo La Rosa              | Atlético Nacional        | 6 juin 1952       | 3               | 1               | 0               | 0               | 0               |
| 17                 | Franco Navarro                 | Deportivo Municipal      | 10 novembre 1961  | 0               | 0               | 0               | 0               | 0               |
| 20                 | Percy Rojas                    | FC Seraing               | 16 septembre 1949 | 0               | 0               | 0               | 0               | 0               |
| Sélectionneur      |                                |                          |                   |                 |                 |                 |                 |                 |
|                    | Tim                            |                          | 20 février 1915   |                 |                 |                 |                 |                 |

## Phase finale

### Premier tour

#### Groupe 1
| Classement final |          |     |   |   |   |   |    |    |      |
|                  | Équipe   | Pts | J | G | N | P | BP | BC | Diff |
| 1                | Pologne  | 4   | 3 | 1 | 2 | 0 | 5  | 1  | +4   |
| 2                | Italie   | 3   | 3 | 0 | 3 | 0 | 2  | 2  | 0    |
| 3                | Cameroun | 3   | 3 | 0 | 3 | 0 | 1  | 1  | 0    |
| 4                | Pérou    | 2   | 3 | 0 | 2 | 1 | 2  | 6  | -4   |

| 14 juin | Italie  | 0 | 0 | Pologne  |
| 15 juin | Pérou   | 0 | 0 | Cameroun |
| 18 juin | Italie  | 1 | 1 | Pérou    |
| 19 juin | Pologne | 0 | 0 | Cameroun |
| 22 juin | Pologne | 5 | 1 | Pérou    |
| 23 juin | Italie  | 1 | 1 | Cameroun |

##### Pérou-Cameroun
Avant-match
Au matin du match, et ce malgré l'absence des défenseurs Héctor Chumpitaz et Roberto Rojas, l'équipe nationale du Pérou part favorite face à la sélection camerounaise. Le Pérou compte bon nombre de vétérans dans ses rangs, ayant notamment participé au précédent mondial. Le sélectionneur Tim reconnait que son équipe a de bonnes chances. Pour lui, même si le Cameroun est un adversaire difficile, la technique et l'habileté avec le ballon de ses joueurs sont des facteurs déterminants pour dominer la vitesse des Africains.
Le seul doute de l'entraîneur des Camerounais, Jean Vincent réside dans la présence dans les buts de Thomas Nkono, victime d'une élongation. En cas de forfait, Joseph-Antoine Bell le remplacerait. La sélection camerounaise a montré lors des entraînements qu'elle possédait une grande vitesse et qu'elle pratiquait un jeu très rapide. Malgré l'inexpérience de ses joueurs, qui débutent dans une coupe du monde, Vincent assure qu'ils seront sereins (au coup d'envoi du match).
Résumé
Le résultat du match est un coup dur porté aux Péruviens et une agréable surprise pour le Cameroun. Considéré comme une victime expiatoire pour les autres sélections du groupe 1, la sélection africaine ne présente comme seules "références" la présence de quelques uns de ses joueurs en Championnat de France et l'éloge d'Helenio Herrera sur les qualités du gardien Thomas Nkono.
Car les faits n'ont pas du tout confirmé les pronostics et si la partie se termine par un nul, l'équipe qui méritait logiquement la victoire était africaine. Plus spécialement lors de la première mi-temps, où les Camerounais furent maîtres de la situation, obtenant les plus franches occasions, comme le but annulé, seule décision discutable de l'arbitre autrichien du match. Organisé dans un classique 4-3-3, le jeu des Camerounais s'appuie sur la force tranquille de leur gardien Nkono, sur la muraille infranchissable des défenseurs centraux Onana et Kundé, sur le talent (alors) méconnu du milieu Abega et sur la rapidité et le jeu en profondeur de l'avant-centre bastiais Milla. Alors que les Péruviens font confiance à la technique de Cubillas et l'inspiration d'Uribe. Et si l'un fut d'une lenteur excessive pour déstabiliser la solide défense africaine, le second s'est vu en incapacité d'obtenir des "ballons propres" pour démontrer son talent offensif. Selon la presse, Tim s'est trompé en laissant sur le banc des remplaçants Barbadillo tandis que Leguía était absolument inefficace. Ainsi les Camerounais ont contrôlé la partie, se permettant le luxe de contre-attaques dangereuses. Le premier avertissement a lieu à la sixième minute, lorsque d'une feinte Roger Milla se débarrasse de son défenseur et adresse une violente frappe que Ramón Quiroga détourne en corner. Le second arrive une minute plus tard, lorsqu'un coup franc de Kundé est repris de la tête par ce même Milla, le ballon venant heurter le montant droit des buts péruviens. Déconcertée par ce début de match, la réaction péruvienne ne provient que d'une action individuelle de Cubillas qui élimine deux, trois adversaires avant de tirer sur le portier (18e). Mieux encore, à la 33e, Aoudou lance parfaitement Milla. D'une feinte, il s'ouvre la voie des buts et bat Quiroga d'un tir qui se loge sur la gauche du gardien. Cependant, l'action est annulée pour une faute préalable, peu évidente, d'Aoudou. À moins de deux minutes de la mi-temps, Abega offre une nouvelle occasion à Aoudou mais celle-ci est annihilée par le portier sud-américain.
La deuxième mi-temps est moins intéressante. Les Camerounais, visiblement, se contentent du résultat alors que les Péruviens sont incapables de modifier leur jeu pour prendre l'ascendant. Laisser l'organisation du jeu à Uribe et faire entrer deux joueurs (Barbadillo et La Rosa) ne permettent d'améliorer la situation (malgré deux tirs de près de Barbadillo aux 61e et 70e minutes). La blessure de Roger Milla, après de multiples fautes sur lui, aurait pu faire dégénérer la partie mais il n'en fut rien. Le match se termine tranquillement. Les équipes accusent la fatigue rapidement ce qui diminue leur potentiel pour les mouvements offensifs.
Détails du match
| 15 juin 1982                        | Pérou | 0 - 0   | Cameroun | Stade de Riazor (La Corogne)                                                              |                                                                                           |
| 17 h 15 · Historique des rencontres | | (0 - 0) | | Spectateurs : 11 000 Arbitrage : Franz Wöhrer assisté de Nicolae Rainea et d'Adolf Prokop | Spectateurs : 11 000 Arbitrage : Franz Wöhrer assisté de Nicolae Rainea et d'Adolf Prokop |
| 17 h 15 · Historique des rencontres | Rapport |         | | Spectateurs : 11 000 Arbitrage : Franz Wöhrer assisté de Nicolae Rainea et d'Adolf Prokop | Spectateurs : 11 000 Arbitrage : Franz Wöhrer assisté de Nicolae Rainea et d'Adolf Prokop |
| 17 h 15 · Historique des rencontres | Quiroga - Duarte, Salguero, Díaz , Olaechea - Velásquez, Cubillas ( 57e La Rosa), Cueto - Leguía ( 57e Barbadillo), Uribe, Oblitas | Équipes | 80e Nkono - Kaham, N'Djeya, Onana, M'bom - Aoudou, Kundé, Abega - M'Bida, Milla ( 89e Tokoto), N'Guea ( 74e Bahoken) | Spectateurs : 11 000 Arbitrage : Franz Wöhrer assisté de Nicolae Rainea et d'Adolf Prokop | Spectateurs : 11 000 Arbitrage : Franz Wöhrer assisté de Nicolae Rainea et d'Adolf Prokop |

Après-match
Déclarations des entraîneurs
À l'issue de la rencontre, les deux sélectionneurs se montrent satisfaits du résultat.
Tim nie un excès de confiance mais explique que les Camerounais avaient une très bonne défense. Il poursuit en se disant satisfait de ne pas avoir perdu. Ce résultat, associé à celui d'Italie - Pologne, permet aux Péruviens de ne pas avoir hypothéqué leurs chances et de se présenter au match suivant sans handicap (de points). Pour lui, son équipe a développé un football offensif. Elle s'est créé plusieurs occasions de but mais n'a pu les concrétiser.
Jean Vincent admet que son équipe est au Mundial pour apprendre et progresser. Cependant à la lumière du match, il pense que sa sélection aurait pu s'imposer. Il indique que les Camerounais ont pu appliquer devant les Péruviens l'organisation tactique préétablie. Vincent se déclare satisfait du rendement de ses joueurs.
Points de vue de la presse et des supporters péruviens
Le résultat du match est considéré comme une « tragédie » au Pérou.
Devant cette équipe méconnue du Cameroun, tout le pays andin attendait une victoire, et même sur un score fleuve. Et précisément, il semble aux observateurs présents que cette méconnaissance de l'adversaire s'est transformée en « pêché d'orgueil ». Lorsque l'adversaire s'est avéré plus solide qu'envisagé, il fut trop tard pour réagir. Et pour la majeure partie des envoyés spéciaux, la sélection peut s'estimer heureuse du nul obtenu, car le but refusé à Roger Milla, en première mi-temps, était parfaitement valable.
La déception s'est emparée des supporters péruviens, persuadés que la qualification pour le second tour était peu ou prou une formalité. Après le nul de l'Italie face à la Pologne, les deux prochaines rencontres s'avèrent déterminantes. Et après la production des joueurs péruviens face aux Camerounais, personne ne donne cher des chances de qualification de l'équipe nationale. Il va sans dire que Tim essuie les critiques de la presse et des supporters et si la « tragédie » se confirmait, il lui sera très difficile de pouvoir conserver son poste. Il paraît évident à la presse que le nul favorise l'Italie et la Pologne. La sélection sud-américaine devant battre l'une ou l'autre de ces sélections pour se qualifier pour le second tour alors qu'elle n'a pas été capable de battre l'équipe réputée la plus faible du groupe (le Cameroun).

##### Pérou-Italie
Avant-match
Avant cette rencontre inédite dans l'histoire de la Coupe du monde, l'intensité dramatique monte d'un cran car le perdant de cette rencontre serait en grande difficulté pour se qualifier pour la suite de la compétition. Pour la presse, si le match se termine par un score nul, il bénéficierait aux Italiens car le Cameroun, troisième adversaire des Italiens, paraît a priori moins dangereux que la Pologne, ultime opposition des Péruviens. Cependant les résultats de la première journée font relativiser les certitudes quant aux équipes réputées plus faibles ou plus fortes.
Aussi Enzo Bearzot, l'entraineur de la formation italienne se montre extrêmement prudent. Il confesse avoir été surpris par les résultats de ce début de Mondial et déclare que toutes les équipes peuvent s'imposer, y compris les Péruviens face à eux. Mais il réitère sa confiance qu'il a placé en ses joueurs pour gagner la rencontre et ainsi se qualifier pour le deuxième tour. Du côté sud-américain, ces résultats défiant les pronostics ont au contraire rendu le moral à la sélection, se sentant moins ridicule du match nul concédé trois jours auparavant. Tim, le sélectionneur péruvien est persuadé que face à une équipe européenne, sa formation pourra jouer un meilleur football et prouver qu'elle a sa place en Espagne en montrant ses réelles qualités. Malgré les rumeurs comme quoi l'entraîneur brésilien pourrait laisser sur le banc ses milieux Velásquez et Cubillas, vieillissants, il n'en est rien. La seule nouveauté face à l'Italie se situe dans la présence de Barbadillo au milieu de terrain dès le coup d'envoi.
Enfin, les deux formations ont fait savoir leur manque d'enthousiasme d'être arbitré par l'Ouest-Allemand Walter Eschweiler. Une rumeur le disait blessé et en incapacité de diriger la rencontre ce qui satisfaisait les deux équipes protagonistes. 
Résumé
Même si un résultat nul clôt une nouvelle fois les débats dans ce Groupe 1, ce score de parité a été le fruit d'un tir dévié dans son propre but par le défenseur italien Collovati dans les dernières minutes de la rencontre. Mais ce coup du sort récompense les efforts des Sud-Américains qui ont multiplié les occasions lors de la seconde période. Alors qu'à l'inverse, la tactique ultra-défensive des Italiens a failli porter ses fruits et envoyer la sélection italienne au second tour. En procédant ainsi, l'équipe européenne s'est aliéné le public qui a pris fait et cause pour les Péruviens.
Pourtant au coup de sifflet initial, peu imagine ce final haletant. En effet, le début de la rencontre se déroule sur un rythme très lent (qualifié par la presse de « soporifique »). Les Italiens dominent le milieu de terrain grâce au travail de Tardelli, Marini et Antognoni. Ils reçoivent le soutien de Conti faisant office de milieu offensif. En attaque, Graziani est totalement négligé par ses coéquipiers alors que Rossi est muselé par Díaz. Les Péruviens procèdent, quant à eux, par passes courtes avec une progression vers l'avant très lente. S'évertuant à vouloir passer par le centre de la défense italienne, ils se heurtent à un mur infranchissable. Passé l'euphorie du coup d'envoi, les spectateurs se refroidissent. Seule une tentative d'Antognoni et de Conti sur le gardien Quiroga égayent les premières minutes. Pourtant, à la 18e minute, Antognoni passe le ballon latéralement à Conti au centre. D'une déviation, Bruno Conti élimine Duarte et d'un tir brossé à l'entrée de la surface de réparation loge le cuir dans la lucarne gauche du but. Les Péruviens semblent sonnés par l'ouverture du score néanmoins les Italiens n'en profitent pas. Tout au plus un coup franc tiré par Antognoni rase le montant droit de Quiroga. Les Incas continuent dans leurs actions inoffensives. Il faut attendre la 37e minute pour voir Cueto inquiéter Zoff qui détourne sa tentative. La réaction italienne ne se fait pas attendre et quelques minutes avant la mi-temps, Scirea se retrouve seul devant le portier péruvien mais rate le cadre.
Au retour des vestiaires, le décevant (selon la presse) Rossi est remplacé par le vétéran Causio, pour apporter un peu plus de "mordant" aux attaques sur le flanc droit et fournir un soutien plus effectif à Graziani, totalement esseulé. Cette volonté tactique échoue car Causio ne touche que quatre ballons lors de la deuxième période et ne pose aucun problème au capitaine péruvien Díaz. Ce qui permet à ce dernier de se joindre plusieurs fois aux attaques de son équipe. Tim ne remplace personne dans son effectif. Tout au plus, il récupère Duarte, sévèrement entaillé après un choc avec Collovati et absent des débats les dix dernières minutes de la première mi-temps. Les Sud-Américains reviennent sur le terrain, en oubliant leurs complexes et avec la volonté de revenir au score. À peine deux minutes après la reprise, Cubillas oblige Zoff à une belle parade. Quelques minutes plus tard, Oblitas gâche une opportunité en se révélant trop lent pour effectuer sa tentative. Les minutes s'égrènent et les Italiens ont totalement abandonné l'idée d'augmenter leur avantage. Seul Conti aura une occasion durant toute la seconde partie du match. Peu après l'heure de jeu, Tim remplace Barbadillo et Uribe par Leguía et La Rosa pour obtenir une attaque plus incisive. Leur entrée coïncide avec le meilleur moment de la sélection andine. À la 66e minute, l'arbitre Walter Eschweiler oublie un penalty pour une faute de Collovati sur Oblitas. À la 68e, Zoff détourne en corner un coup franc de Díaz. Ensuite par deux fois, à une minute d'intervalle, La Rosa manque deux occasions d'égaliser. Puis arrive la 83e minute et un coup franc concédé par les Italiens à gauche de la surface de réparation. Au lieu de tirer directement au but, Oblitas glisse latéralement le ballon à Díaz. Le tir de ce dernier est dévié par Collovati. Zoff est pris à contre-pied. L'égalisation est accueillie par la clameur des spectateurs. Le match se termine sur ce score de parité, .
Détails du match
| 18 juin 1982                        | Italie | 1 - 1   | Pérou | Stade Balaídos, Vigo                               |                                                    |
| 17 h 15 · Historique des rencontres | Conti 18e | (1 - 0) | Díaz 83e | Spectateurs : 25 000 Arbitrage : Walter Eschweiler | Spectateurs : 25 000 Arbitrage : Walter Eschweiler |
| 17 h 15 · Historique des rencontres | Rapport |         | | Spectateurs : 25 000 Arbitrage : Walter Eschweiler | Spectateurs : 25 000 Arbitrage : Walter Eschweiler |
| 17 h 15 · Historique des rencontres | Zoff - Gentile, Collovati, Scirea, Cabrini - 52e Tardelli, Marini, Antognoni - Conti, Rossi ( 46e Causio), Graziani | Équipes | Quiroga - 76e Duarte, Salguero, Díaz , Olaechea - Velásquez, Cubillas, Cueto - Barbadillo ( 65e Leguía), Uribe ( 65e La Rosa), Oblitas | Spectateurs : 25 000 Arbitrage : Walter Eschweiler | Spectateurs : 25 000 Arbitrage : Walter Eschweiler |

Après-match
Déclarations des entraîneurs
Le sélectionneur du Pérou se déclare satisfait du résultat obtenu par son équipe. Pour Tim, l'Italie a dominé la partie lors de la première mi-temps puis le Pérou a couru après le match nul et y est parvenu. Il ajoute que la rencontre fut agréable pour les spectateurs. Après le match, le Brésilien considère que toutes les équipes du groupe sont encore candidats à la qualification. Le Pérou peut l'obtenir tout comme la Pologne ou l'Italie.
Enzo Bearzot, lui, a déclaré qu'il n'y avait pas à « avoir honte » de la performance de l'équipe italienne surtout en voyant tout ce qu'elle a fait sur le terrain. Par contre il critique vertement le jeu défensif produit par ses hommes après la pause bien qu'il leur répéta de se lancer à l'attaque. Pour lui, cette réaction inexplicable est d'ordre psychologique. Ses récriminations vont surtout vers Rossi et Scirea. Bearzot rajoute « l'Italie me plaît quand elle prend l'initiative ». Interrogé sur la sortie de sa vedette Paolo Rossi, il la justifie en ayant constaté quelques difficultés. En la remplaçant, il a voulu accélérer le jeu offensif de sa formation, .
Points de vue de la presse et des supporters péruviens
Le quotidien sportif catalan Mundo Deportivo est intraitable avec la Squadra azzurra et à un degré moindre avec la Blanquirroja. L'équipe d'Italie a totalement déçu. Même si une victoire contre le Cameroun la qualifierait pour le second tour, « son football est quasiment une insulte » pour le spectateur. En ce début de Mondial, elle montre que son jeu reste basé sur les vieux préceptes du Catenaccio. Face à une équipe péruvienne, loin d'être extraordinaire, à qui « il faut cent passes pour marquer un but », les Italiens auraient mérité de perdre et de rester sur les « charbons ardents ». Ne comprenant pas totalement les critiques faites à Enzo Bearzot avant la compétition, après deux matches de la Nazionale, le journal donne raison à ceux qui le « mettaient au pilori ». Dans la presse italienne, Enzo Bearzot reçoit un véritable déluge de critiques, la disposition tactique de sa formation (surtout de la seconde période) essuie également les réprobations. Bearzot est rendu unique responsable de la faillite de l'équipe. Paolo Rossi est, également, sous le feu de la critique, réclamant un joueur plus jeune. Helenio Herrera, éditorialiste pour Mundo Deportivo, lui est moins sévère. Il trouve le résultat nul logique, même si le penalty oublié aurait pu faire pencher le résultat, comme les nombreuses occasions gâchées par les Péruviens en deuxième mi-temps. Et surtout, le jeu proposé par les Italiens en première mi-temps lui a plu, avec un marquage viril aux limites, à l'image de Collovati qui a annihilé les velléités offensives d'Uribe. Il met en exergue le rôle d'Antognoni, dépositaire du jeu de la sélection italienne. En revanche, il souligne la méforme de Rossi remplacé par Causio, qui passa la deuxième mi-temps non pas à attaquer mais à défendre sur Olaechea. Enfin, Herrera se demande si le conservatisme des Italiens fut la conséquence d'une méforme physique de la formation italienne ou de la poussée des Péruviens pour obtenir le nul.
L'arbitrage de Walter Eschweiler est qualifié de « désastreux ». Il a favorisé tout spécialement les Italiens et démontré une incompétence notable. Il a clairement oublié de siffler un penalty en défaveur des Italiens.
Même s'il n'a pas totalement effacé la déconvenue subie face au Cameroun, le match nul ouvre la voie de l'espérance pour les Péruviens. Ainsi le président Fernando Belaúnde Terry croit en la victoire des siens face aux Polonais. « Après ce nul, il reste encore des possibilités de se qualifier pour la seconde phase ». À l'instar de ses concitoyens, Belaúnde a suivi la rencontre devant son poste de télévision. Il a qualifié l'Italie de « rivale difficile mais correcte ». L'impression générale à Lima a été que la sélection s'est considérablement améliorée en seconde période, pouvant ainsi montrer son "beau" jeu, sa technique épurée et ses attaques sur le but italien. La presse péruvienne a qualifié le but de Díaz de « but de l'espoir ». Dans les gros titres se détachent la réaction péruvienne après le repos, la difficulté de la rencontre du mardi suivant face à la Pologne et les scores fleuves des Brésiliens et des Argentins signifiant que le football sud-américain rivalise de nouveau avec l'européen.

##### Pérou-Pologne
Avant-match
À la veille de la troisième journée, la presse se perd en conjectures. Tous les scenarios sont possibles. Cependant si les deux dernières rencontres se terminent par un nul sur le même score, ce sont les équipes d'Italie et du Pérou qui se qualifieraient. L'entraîneur polonais Antoni Piechniczek n'a pas digéré le match nul des siens face aux Camerounais qui aurait très bien pu se terminer par la défaite des Européens de l'Est. Les Polonais sont arrivés à la Coupe du monde convaincus qu'avec l'Italie, surtout, voir les Péruviens, dans un second temps, ils se qualifieraient sans difficulté pour la seconde phase mais les hommes de Jean Vincent leur ont ouvert les yeux. Il n'y a plus d'adversaires faibles et face au Pérou, ils jouent leur avenir dans ce Mondial sur un seul match. De plus, Piechniczek doit se passer des services de son attaquant Andrzej Iwan, blessé au mollet lors du match contre les Africains. Tim, sélectionneur du Pérou, est aux prises avec un problème similaire. La présence de Jaime Duarte, à qui a été posé six points de suture sur l'arcade sourcilière droite, est compromise. Le défenseur souffre de problèmes de vision depuis l'impact subi.
Résumé
Détails du match
| 22 juin 1982                        | Pologne | 5 - 1   | Pérou | Stade de Riazor (La Corogne)                            |                                                         |
| 17 h 15 · Historique des rencontres | Smolarek 55e · Lato 58e · Boniek 61e · Buncol 68e · Ciołek 76e                                                                  | (0 - 0) | La Rosa 83e | Spectateurs : 25 000 Arbitrage : Lamberto Rubio Vázquez | Spectateurs : 25 000 Arbitrage : Lamberto Rubio Vázquez |
| 17 h 15 · Historique des rencontres | Rapport |         | | Spectateurs : 25 000 Arbitrage : Lamberto Rubio Vázquez | Spectateurs : 25 000 Arbitrage : Lamberto Rubio Vázquez |
| 17 h 15 · Historique des rencontres | Młynarczyk - Janas, Jałocha ( 26e Dziuba), Żmuda , Majewski - Matysik, Kupcewicz, Buncol - Lato, Boniek, Smolarek ( 74e Ciołek) | Équipes | Quiroga - Duarte, Salguero, Díaz , Olaechea - Leguía, 31e Velásquez, Cueto, Cubillas ( 50e Uribe) - Oblitas ( 50e Barbadillo), La Rosa | Spectateurs : 25 000 Arbitrage : Lamberto Rubio Vázquez | Spectateurs : 25 000 Arbitrage : Lamberto Rubio Vázquez |